# (20384) 1998 KW51
A (20384) 1998 KW51 a Naprendszer kisbolygóövében található aszteroida. A LINEAR projekt keretében fedezték fel 1998. május 23-án.